# Бруднув (Мазовецьке воєводство)
Бруднув (пол. Brudnów) — село в Польщі, у гміні Венява Пшисуського повіту Мазовецького воєводства.
Населення — 149 осіб (2011).
У 1975-1998 роках село належало до Радомського воєводства.

## Демографія
Демографічна структура станом на 31 березня 2011 року:
|          | Загалом | Допрацездатний вік | Працездатний вік | Постпрацездатний вік |
| -------- | ------- | ------------------ | ---------------- | -------------------- |
| Чоловіки | 79      | 8                  | 66               | 5                    |
| Жінки    | 70      | 11                 | 38               | 21                   |
| Разом    | 149     | 19                 | 104              | 26                   |